# Guillermo Fariñas

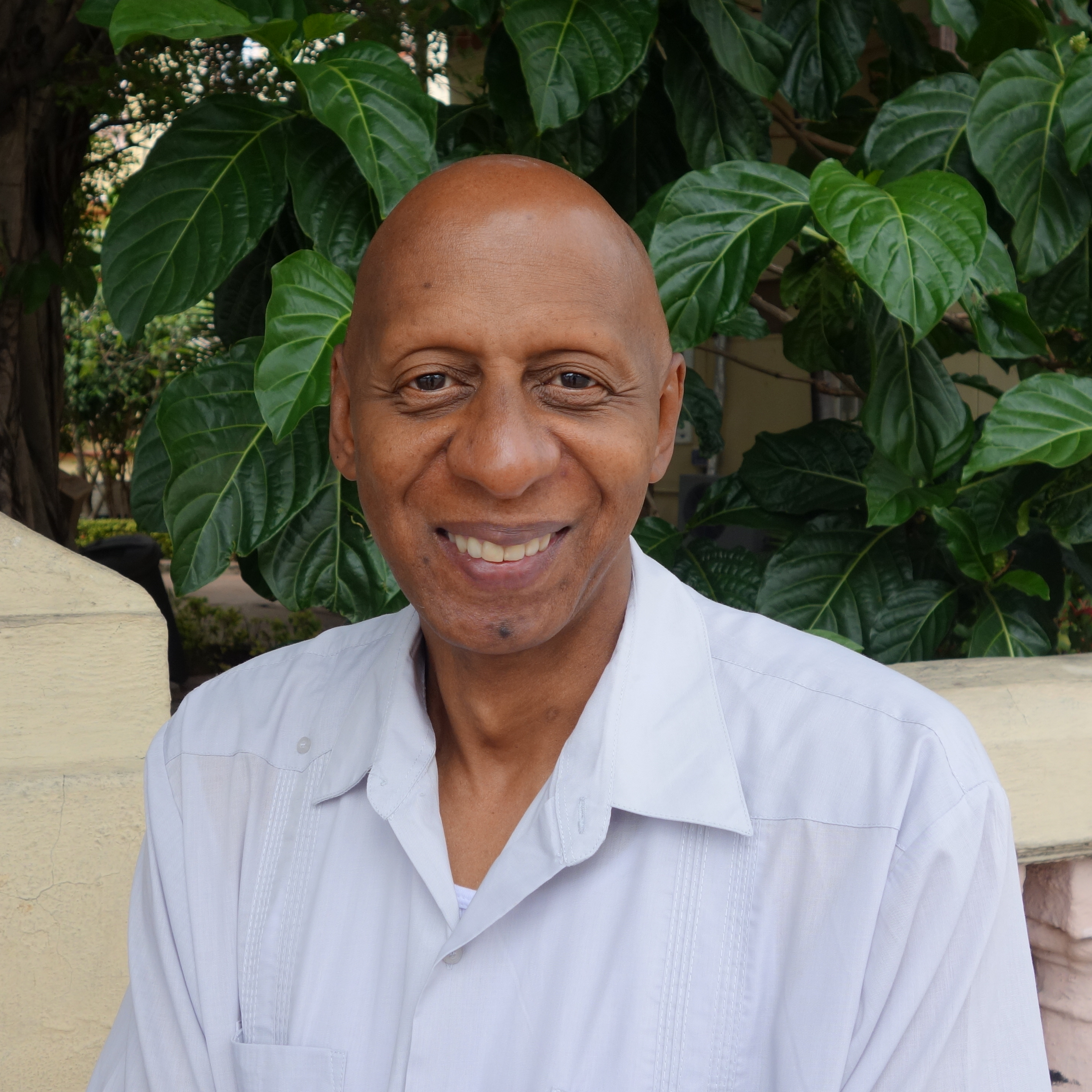
Guillermo Fariñas (2014)

Guillermo Fariñas Hernández (3 de janeiro de 1962) é um ativista, psicólogo e jornalista independente cubano. É um dos mais conhecidos dissidentes cubanos, desde seus 23 anos, quando iniciou greves de fome para protestar contra o governo de Fidel Castro e depois de Raúl Castro. Já foi preso diversas vezes.  Ele foi diretor da agência de notícias Cubanacan Press.
Em 2006 ganhou o Prêmio Ciberlibertad, dos Repórteres sem Fronteiras. Em 21 de outubro de 2010 foi anunciado como vencedor do Prêmio Sakharov.

## Greves de fome e prisões
Ao total Fariñas já realizou 24 greves de fome.
Em 24 de fevereiro de 2010 começou uma nova greve de fome em protesto contra a morte, também por causa de uma greve de fome, de Orlando Zapata, e para exigir a libertação de vinte e seis presos políticos doentes.
No dia 11 de março de 2010 sofreu um choque hipoglicêmico e desmaiou, pela segunda vez. Foi levado até o hospital Arnaldo Milián, de Santa Clara, para tratamento. Posteriormente conseguiu recuperar sua consciência, mas permaneceu no hospital recebendo hidratação e glicose por via intravenosa. Permaneceu na UTI no dia seguinte, muito debilitado e possivelmente com uma complicação de origem renal pois não conseguia mais urinar, mantinha-se ainda consciente. Em 28 de março seu estado de saúde agravou-se pois contraiu uma infecção por estafilococos decorrente da utilização do cateter de alimentação, teve febre, sua pressão caiu e foram aplicados antibióticos. O jornal Granma afirmou que suas ações seriam chantagem. Fariñas recusou asilo político na Espanha oferecido em 10 de março.
Em 4 de junho de 2010 completou 100 dias em greve de fome. Finalmente, em 8 de julho de 2010, após 135 dias de greve de fome, findou o protesto, devido a intervenção da Igreja Católica de Cuba em negociação com o governo para liberar 52 presos políticos.
Em 24 de fevereiro de 2011 fez uma homenagem a Orlando Zapata e acabou por ser preso novamente por 27 horas. Em 3 de junho de 2011 iniciou nova greve de fome em protesto pela morte de Juan Wilfredo Soto García. Ele alega que o dissidente foi espancado por policiais. Já o governo nega a violência. Em 1 de novembro foi detido e espancado pela polícia quando ia visitar o amigo Alcides Rivera que fazia greve de fome.

## Obras literárias
- Retazos de un ayuno (2006)[13]
- Radiografía de los miedos en Cuba (2009)